# خضر خضر
خضر خضر (مواليد طرابلس (لبنان) 1946)، هو كاتب ومترجم لبناني. حائز على دكتوراه دولة في العلوم السياسية، وعلى دبلوم الدراسات العليا في القانون الدولي العام من جامعة مونبلييه بفرنسا. وهو أستاذ مادة العلاقات الدولية في كلية الحقوق والعلوم السياسية والإدارية (الجامعة اللبنانية- فروع الشمال).

## من مؤلفاته
نشر العديد من الدراسات والمقالات المكتوبة والمترجمة اهمها:
- ترجمة كتاب: «سياسة الكبار في البحر الأبيض المتوسط».
- «الماركسيون والدين» (نشر1978).
- «العلاقات الدولية» (نشر1985).
- «التاريخ الدبلوماسي» (المجلد الأول 1985 - المجلد الثاني 1985).
- «تطور العلاقات الدولية» (1998).
- «دليل الرجل السياسي» (2000).

## وصلات خارجية
- صفحة كتبه على موقع كودريدرز